# Bulgaria en los Juegos Olímpicos de Pyeongchang 2018
Bulgaria estuvo representada en los Juegos Olímpicos de Pyeongchang 2018 por un total de 21 deportistas que compitieron en 6 deportes. Responsable del equipo olímpico fue el Comité Olímpico Búlgaro, así como las federaciones deportivas nacionales de cada deporte con participación.
El portador de la bandera en la ceremonia de apertura fue el deportista de snowboard Radoslav Yankov. El equipo olímpico búlgaro no obtuvo ninguna medalla en estos Juegos.